# To mod én
|  | Denne artikel er oprettet af botten PalnaBot ud fra en ekstern database. Den kan derfor have sproglige fejl eller mangler. Denne skabelon kan fjernes efter kontrol af indholdet. |

To mod én er en børnefilm fra 2012 instrueret af Christian Arhoff Andersen efter manuskript af Christian Arhoff Andersen.

## Handling
Brødrene Phillip og Emil er henholdsvis 12 og 8 år gamle. Emil får stjålet sine fødselsdagspenge på sin første skoledag af bøllen Bo, der tidligere har gjort det samme ved den nu ældre Phillip. Phillip har aldrig selv taget konfrontationen med Bo, men behandlingen af Emil bliver for meget for ham, og sammen forsøger de at få has på Bo, dog uden held. Phillip giver Emil, hvad der svare til hans penge tilbage, og de to går hjem, bedre brødre af deres fælles oplevelse.